# Smooth Cafe
『Smooth Café』（スムース・カフェ）は、2011年7月4日から2014年3月28日までエフエム秋田で放送していたラジオ番組である。放送時間は月曜日から木曜日の13:30 - 15:55。

## 番組概要
エフエム秋田開局当時に放送していた午後ワイド番組「ティータイム倶楽部」以来の帯番組。
地元の情報、ゲストを迎えてのトーク、リスナーから寄せられるメッセージ・曲のリクエストやテーマに沿った選曲による音楽などで構成される午後の生放送番組。
月曜と木曜は秋田市のエリアなかいちにあるにぎわい交流館AU1階のサテライトスタジオ（通称・スタジオなかいち）から、火曜と水曜はエフエム秋田本社の第1スタジオから放送。どちらも生放送の様子を観覧することが出来た。
この番組が始まるまでエフエム秋田の月曜 - 木曜午後の時間帯は長年JFN制作の生放送番組を放送していた。ネット終了の2011年6月時点は秋田県出身の松本英子が月曜・火曜を担当していた「flowers」。

## パーソナリティ
- 藤田友明（月曜）…2013年4月より担当。番組開始から2013年3月までは樫尾典子が月曜も担当していた。
- 樫尾典子（火曜）
- 村井絵美（水曜）
- 桜庭みさお（木曜）…2012年4月より担当。番組開始から2012年3月までは村井絵美が木曜も担当していた。

## タイムテーブル
番組終了を迎えた2014年3月時点の編成。
- 13:30 オープニング
- 13:40 天気予報
- 13:55 SUZUKI HOME SONGS（JFN系列38局ネット、他局より1時間先行放送）
- 14:15 はぴねすくらぶラジオショッピング（JFN、祝日は休止）
- 14:35 なぞなぞ出題
- 14:40 奥サマのミカタ
- 14:50 ハイ！カローラおばこです
- 15:00 なぞなぞ正解発表
- 15:20 快適生活ラジオショッピング
- 15:42 ラジオショッピング（JFN、火・水・木）
- 15:47 エンディング

## 主なコーナー
- 天気予報（13時台）
- ハッピーバースデーアーティスト（14時台、または15時台に放送）
  - 放送日当日に誕生日を迎えたアーティストの楽曲を数曲オンエア。
- なぞなぞ（14時台エンディングに出題、15時台オープニングに正解発表）
  - 出題と共に解答メッセージも募集、正解発表時にリスナーから寄せられた解答を紹介している。

曜日別コーナー
- わくわくティータイム（月曜14時台）
- 秋田ロフト in Smooth Café（水曜14時台）
- 大阪王将 in Smooth Café（水曜15時台）
- 秋田県からのお知らせ（木曜15時台）

## 備考
- 年末年始は放送休止となり、JFN制作の年末年始特番を放送していた。その際、番組に内包される形で14:40 - 15:00に放送している「奥サマのミカタ」と「ハイ！カローラおばこです」の2番組は通常どおり放送された。

| エフエム秋田 月曜 - 木曜13:30 - 15:55 | エフエム秋田 月曜 - 木曜13:30 - 15:55 | エフエム秋田 月曜 - 木曜13:30 - 15:55               |
| 前番組                                | 番組名                                | 次番組                                              |
| ------------------------------------- | ------------------------------------- | --------------------------------------------------- |
| flowers ※JFNC制作                     | Smooth Café                           | ゲツモク Live Compilation ブンブン!! ※13:30 - 17:55 |